# Kazachs kampioenschap wielrennen op de weg
Het Kazachs kampioenschap wielrennen op de weg is in de vier onderdelen wegwedstrijd en individuele tijdrit bij zowel de mannen als de vrouwen een jaarlijkse georganiseerde wielerwedstrijd waarin om de nationale titel van Kazachstan wordt gestreden. De kampioen mag een jaar lang rijden in een trui met de vlag van Kazachstan in de categorie waarin de trui is behaald.
De wegwedstrijd en de individuele tijdrit voor mannen werden voor het eerst georganiseerd in 1997.

## Mannen

### Wegwedstrijd
| Jaar | Goud                 | Zilver               | Brons                |
| ---- | -------------------- | -------------------- | -------------------- |
| 1997 | Sergej Jakovlev      | Dmitri Fofonov       | Alexandre Nadobenko  |
| 1998 | Sergej Beloesov      | Valery Titov         | Konstantin Kuznetsov |
| 1999 | Andrej Teterioek     | Dmitri Moeravjov     | Pavel Nevdakh        |
| 2000 | Sergej Jakovlev      | Andrej Mizoerov      | Mikhail Teterioek    |
| 2001 | Andrej Mizoerov      | Sergej Jakovlev      | Valery Titov         |
| 2002 | Dmitri Moeravjov     | Pavel Nevdakh        | Kairat Baigudinov    |
| 2003 | Pavel Nevdakh        | Vadim Gorbachevsky   | Valentin Iglinski    |
| 2004 | Andrej Mizoerov      | Andrej Kasjetsjkin   | Maksim Iglinski      |
| 2005 | Aleksandr Vinokoerov | Andrej Mizoerov      | Andrej Kasjetsjkin   |
| 2006 | Andrej Kasjetsjkin   | Aleksandr Vinokoerov | Maksim Iglinski      |
| 2007 | Maksim Iglinski      | Andrej Mizoerov      | Valentin Iglinski    |
| 2008 | Assan Bazayev        | Sergey Renev         | Maksim Goerov        |
| 2009 | Dmitri Fofonov       | Maksim Goerov        | Dmitriy Gruzdev      |
| 2010 | Maksim Goerov        | Assan Bazayev        | Vladislav Gorbunov   |
| 2011 | Andrej Mizoerov      | Alexandr Shushemoin  | Ruslan Tleubayev     |
| 2012 | Assan Bazayev        | Aleksej Loetsenko    | Abdraimzjan Isjanov  |
| 2013 | Aleksandr Djatsjenko | Sergej Renev         | Tilegen Majdos       |
| 2014 | Ilya Davidenok       | Alexandr Shushemoin  | Nurbolat Kulimbetov  |
| 2015 | Oleg Zemljakov       | Dmitriy Lukyanov     | Stepan Astafjev      |
| 2016 | Arman Kamyshev       | Alexandr Shushemoin  | Matvey Nikitin       |
| 2017 | Artjom Zacharov      | Alisher Zhumakan     | Grigori Sjtejn       |
| 2018 | Aleksej Loetsenko    | Nikita Stalnov       | Artjom Zacharov      |
| 2019 | Aleksej Loetsenko    | Dmitri Groezdev      | Anton Koezmin        |
|      |                      |                      |                      |
| 2021 | Jevgenij Fedorov     | Jevgenıı Gıdıch      | Artjom Zacharov      |
| 2022 | Jevgenıı Gıdıch      | Artjom Zacharov      | Chleb Broesenski     |
| 2023 | Aleksej Loetsenko    | Jevgenıı Gıdıch      | Daniil Marukhin      |
| 2024 | Dmitriy Gruzdev      | Gleb Brussenskii     | Iogan Shtein         |
| 2025 | Jevgenij Fedorov     | Anton Koezmin        | Daniil Marukhin      |

### Individuele tijdrit
| Jaar | Goud                 | Zilver               | Brons                |
| ---- | -------------------- | -------------------- | -------------------- |
| 1997 | Dmitri Fofonov       | Andrej Mizoerov      | Vladimir Bushansky   |
| 1998 | Dmitri Fofonov       | Andrej Mizoerov      | Pavel Nevdakh        |
| 1999 | Andrej Mizoerov      | Dmitri Fofonov       | Andrej Teterioek     |
| 2000 | Dmitri Fofonov       | Sergej Jakovlev      | Andrej Mizoerov      |
| 2001 | Vadim Kravchenko     | Sergej Derevianov    | Pavel Nevdakh        |
| 2002 | Andrej Mizoerov      | Dmitri Moeravjov     | Pavel Nevdakh        |
| 2003 | Dmitri Moeravjov     | Sergej Lavrenenko    | Yuri Yuda            |
| 2004 | Pavel Nevdakh        | Andrej Mizoerov      | Yuri Yuda            |
| 2005 | Dmitri Moeravjov     | Maksim Iglinski      | Maksim Goerov        |
| 2006 | Maksim Iglinski      | Dmitri Moeravjov     | Yuri Yuda            |
| 2007 | Aleksandr Djatsjenko | Dmitriy Gruzdev      | Andrej Mizoerov      |
| 2008 | Andrej Mizoerov      | Andrej Zejts         | Roman Kireyev        |
| 2009 | Andrej Mizoerov      | Roman Kireyev        | Andrej Zejts         |
| 2010 | Andrej Mizoerov      | Roman Kireyev        | Daniil Fominykh      |
| 2011 | Dmitri Groezdev      | Andrej Mizoerov      | Aleksandr Djatsjenko |
| 2012 | Dmitri Groezdev      | Aleksej Loetsenko    | Daniil Fominykh      |
| 2013 | Andrej Mizoerov      | Aleksandr Djatsjenko | Daniil Fominykh      |
| 2014 | Daniil Fominykh      | Oleg Zemljakov       | Dmitriy Rive         |
| 2015 | Aleksej Loetsenko    | Daniil Fominykh      | Jandos Bïjigitov     |
| 2016 | Dmitri Groezdev      | Jandos Bïjigitov     | Nikita Stalnov       |
| 2017 | Jandos Bïjigitov     | Nikita Stalnov       | Artjom Zacharov      |
| 2018 | Daniil Fominykh      | Igor Chzhan          | Andrej Zejts         |
| 2019 | Aleksej Loetsenko    | Dmitri Groezdev      | Daniil Fominykh      |
|      |                      |                      |                      |
| 2021 | Daniil Fominykh      | Jevgeni Fjodorov     | Ywrïy Natarov        |
| 2022 | Ywrïy Natarov        | Igor Chzhan          | Anton Koezmin        |
| 2023 | Aleksej Loetsenko    | Dmitri Groezdev      | Anton Koezmin        |
| 2024 | Dmitri Groezdev      | Igor Chzhan          | Gleb Brusenskii      |
| 2025 | Jevgeni Fjodorov     | Daniil Pronskiy      | Anton Koezmin        |

## Vrouwen

### Wegwedstrijd
| Jaar | Goud                  | Zilver                | Brons                 |
| ---- | --------------------- | --------------------- | --------------------- |
| 2005 | Zoelfia Zabirova      | Marina Andreichenko   | Lyubov Dombitskaya    |
| 2006 | Zoelfia Zabirova      | Lyubov Dombitskaya    |                       |
| 2007 | Zoelfia Zabirova      | Lyubov Dombitskaya    | Natalya Saifutdinova  |
| 2008 | Zoelfia Zabirova      | Mariya Slokotovich    | Olesya Atrashkevich   |
| 2009 | Mariya Slokotovich    | Marina Andreichenko   | Natalya Saifutdinova  |
|      |                       |                       |                       |
| 2015 | Natalya Saifutdinova  | Makhabbat Umutzhanova | Faina Potapova        |
| 2016 | Natalya Saifutdinova  | Natalya Sokovnina     | Faina Potapova        |
| 2017 | Tatyana Geneleva      | Faina Potapova        | Amiliya Ishakova      |
| 2018 | Natalya Saifutdinova  | Amiliya Ishakova      | Makhabbat Umutzhanova |
| 2019 | Svetlana Pachshenko   | Anzhela Solovyeva     | Tatyana Bogdanova     |
|      |                       |                       |                       |
| 2021 | Makhabbat Umutzhanova | Faina Potapova        | Rinata Sultanova      |
| 2022 | Rinata Sultanova      | Akpeiil Ossim         | Kristina Stuzhuk      |
| 2023 | Makhabbat Umutzhanova | Rinata Sultanova      | Anzhela Solovyeva     |
| 2024 | Rinata Sultanova      | Violetta Kazakova     | Yelizaveta Sklyarova  |
| 2025 | Yelizaveta Sklyarova  | Milana Kotelnikova    | Yevgeniya Zaam        |

### Individuele tijdrit
| Jaar | Goud                  | Zilver               | Brons                 |
| ---- | --------------------- | -------------------- | --------------------- |
| 2005 | Zoelfia Zabirova      | Lyubov Dombitskaya   | Olesya Atrashkevich   |
| 2006 | Zoelfia Zabirova      | Lyubov Dombitskaya   | Olesya Atrashkevich   |
| 2007 | Zoelfia Zabirova      | Mariya Slokotovich   | Marina Andreichenko   |
| 2008 | Zoelfia Zabirova      | Mariya Slokotovich   | Nataliya Yelisseyeva  |
| 2009 | Mariya Slokotovich    | Marina Andreichenko  | Natalya Saifutdinova  |
| 2010 | Natalya Saifutdinova  | Elena Antonova       | Valentina Ylbrikht    |
|      |                       |                      |                       |
| 2015 | Yekaterina Yuraitis   | Natalya Saifutdinova | Natalya Sokovnina     |
| 2016 | Yekaterina Yuraitis   | Natalya Saifutdinova | Makhabbat Umutzhanova |
| 2017 | Natalya Sokovnina     | Yekaterina Yuraitis  | Makhabbat Umutzhanova |
| 2018 | Natalya Saifutdinova  | Faina Potapova       | Tatyana Geneleva      |
| 2019 | Makhabbat Umutzhanova | Natalya Saifutdinova | Rinata Sultanova      |
|      |                       |                      |                       |
| 2021 | Rinata Sultanova      | Marina Kuzmina       | Anzhela Solovyeva     |
| 2022 | Makhabbat Umutzhanova | Yelena Mandrakova    | Akpeiil Ossim         |
| 2023 | Makhabbat Umutzhanova | Violetta Kazakova    | Akpeiil Ossim         |
| 2024 | Rinata Sultanova      | Akpeiil Ossim        | Makhabbat Umutzhanova |
| 2025 | Akpeiil Ossim         | Faina Potapova       | Anzhela Solovyeva     |